# Künstlerstammtisch
Künstlerstammtisch, bisweilen auch Der Künstlerstammtisch, war eine von Wolfgang Rademann produzierte Fernsehsendung des SFB mit Gustav Knuth als Gastgeber. Die erste Ausgabe der 45-minütigen Show ging am 5. Februar 1973 über den Sender. Noch einen Monat vor Je später der Abend auf Sendung gegangen gehört der Künstlerstammtisch damit zu den ersten gelungenen Talkshow-Experimenten im deutschen Fernsehen. Der letzte Künstlerstammtisch lief 1976.

## Konzept
Das Konzept war denkbar einfach, drückte sich im Prinzip bereits umfassend im Titel der Sendung aus. Jeweils vier Gäste (in der Regel Künstler, nur selten andere Prominente) kamen in der Sendung mit Knuth zusammen und tauschten Anekdoten (bisweilen kam es auch zu Indiskretionen über Künstlerkollegen) aus. Die Showdekoration stellte dann auch einen Stammtisch in einem Lokal dar.

## Musik
Die Titel- und Schlussmusik des Künstlerstammtisches war The Entertainer von Scott Joplin.

## Aufnahme
Die Sendereihe wurde ein Erfolg. Von der Kritik gespalten aufgenommen, erhielt Knuth 1975 für seinen Künstlerstammtisch die Goldene Kamera der Hörzu (Leserabstimmung) als bester Talkshowgastgeber, eine 1976 erschienene Schallplatte zur Sendung erhielt im Jahr darauf den deutschen Schallplattenpreis. 

## Gäste (Auswahl)
- Peter Frankenfeld
- Heidi Kabel
- Hans Putz
- Heinz Schenk
- Maxi Böhm
- Uschi Glas
- Peter Kreuder
- Günther Schramm
- Hanne Wieder
- Erika Köth
- Wolfgang Spier
- Bubi Scholz
- Hans Söhnker